# Winter Park, Florida
Winter Park är en stad (city) i Orange County, i delstaten Florida, USA. Enligt United States Census Bureau har staden en folkmängd på 28 398 invånare (2011) och en landarea på 22,5 km².

## Kända personer från Winter Park
- Amanda Bearse, skådespelare
- James Bonamy, musiker
- Summer Phoenix, skådespelare